# Королець чорноголовий
Королець чорноголовий (Melanodryas cucullata) — вид горобцеподібних птахів родини тоутоваєвих (Petroicidae). Ендемік Австралії.

## Опис
Довжина птаха становить в середньому 16 см. Самець характерного чорно-білого забарвлення, з чорною головою і шиєю, білою нижньою частиною тіла і чорними крилами з білими смугами. Очі, дзьоб і лапи теж чорні. Самиця має непримітне сіро-коричневе забарвлення верхньої частини тіла, з блідо-сірим горлом, світлими грудьми і животом, темно-коричневими крилами і білими смугами на крилах. Молоді птахи забарвленням подібні до самок.

## Поширення
Чорноголовий королець є ендеміком Австралії і мешкає майже на всій території, за винятком деяких районів Західної Австралії і північноавстралійського мису Кейп-Йорк. Мешкає здебільшого в чагарниках.

## Підвиди
Виділяють чотири підвиди чорноголового корольця, один з яких є вимерлим:
- M. c. picata Gould, 1865 (північна і центрально-східна Австралія);
- M. c. cucullata (Latham, 1802) (південно-східна Австралія);
- M. c. westralensis (Mathews, 1912) (південно-західна і південна Австралія);
- †M. c. melvillensis (F. R. Zietz, 1914) (острови Мелвілл і Батерст).

## Розмноження
Сезон розмноження триває з липня по листопад. За сезон може вилупитися один або два виводки. Гніздо невелике, чашоподібної форми, зроблене з м'якої сухої трави і кори. В кладці зазвичай два яйця розміром 21x16 мм, блідо-оливково або блакитнувато-зеленого кольору з темними плямками.

## Збереження
Це численний і поширений вид птахів. МСОП вважає, що цей вид не потребує особливих заходів зі збереження. Однак в деяких австралійських штатах він охороняється законом. зокрема в штаті Вікторія.